# Ингирами, Франческо
Франческо Ингирами (итал. Francesco Inghirami; 1772—1846) — итальянский археолог. Из старинного тосканского патрицианского рода Ингирами. Брат астронома Джованни Ингирами.
В юности мальтийский рыцарь, принимавший участие в военных действиях против французов, обратился затем к изучению искусства и древностей, получил должность библиотекаря в Вольтерре, а впоследствии во Флоренции. Посвятил себя с 1811 года этрусской археологии.
Главные из его трудов, отличающихся обилием материалов, но вместе с тем отсутствием строгой критики и небрежностью иллюстраций:
- «Monumenti etruschi о di etrusco nome» (Флор., 1820—1827);
- «Galleria Omerica» (Флор. 1831—1838, с 390 табл.);
- «Pitture dei vasi fittili» (Флор., 1831—1837, с 400 табл.);
- «Museo etrusco chiusino» (Флор., 1833, с 216 табл.);
- «Lettere di etrusca erudizione» (Флор., 1828);
- «Storia della Toscana» (16 т. Флор., 1841—1845, с атласом).

## Память
- Гробница Ингирами — этрусское захоронение, обнаруженное в Вольтерре в 1861 году и названное в честь археолога Франческо Ингирами. Перенесено во двор Флорентийского музея[5]